# فرنسيسكو دي أسيس روزا إي سيلفا
فرنسيسكو دي أسيس روزا إي سيلفا هو سياسي برازيلي، ولد في 4 أكتوبر 1856 في ريسيفي في البرازيل، وتوفي في 1 يوليو 1929 في ريو دي جانيرو في البرازيل. نشط حزبياً في حزب المحافظين (البرازيل). وقد انتخب عضو مجلس النواب البرازيلي ‏ عن دائرة Pernambuco ‏ (15 نوفمبر 1890 – ) وانتخب عضو مجلس الشيوخ من البرازيل ‏.